# Ploštěnky
Ploštěnky (Turbellaria) jsou živočišnou třídou kmene ploštěnců. V tradičním pojetí ploštěnců na čtyři třídy jde o parafyletický taxon.
Původně se jednalo o mořské živočichy, odkud velká část pronikla do sladkých vod i vlhkých biotopů. Často jsou dravé, výjimečně mohou vést parazitický způsob života. Vyhýbají se světlu – negativní fototropizmus.
V ČR v současnosti známe asi 16 druhů vodních a 3 druhy půdních ploštěnek. Ploštěnky označujeme jako dvoustranně souměrné.

## Stavba těla
Mají nečlánkované, vejčité nebo podlouhlé tělo. Některé druhy ploštěnek postrádají střevo - potrava je přiváděna přímo do tělního parenchymu.Tráví pomocí trávicích šťáv. Jsou dravci, větší kořist mohou trávit mimotělně a potom vysát vychlípitelným hltanem. Mohou dlouhou dobu hladovět a vyživovat se z vlastních buněk, které při dostatku potravy nahradí díky dobré regenerační schopnosti. Ústa se nachází na břišní straně. Jejich trávicí dutina má slepá ramena a plní také funkci gastrovaskulární dutiny. Potravu vyhledávají pomocí reakce na chemické látky, které jejich kořist vylučuje. Mají vyvinutou hlavu, která nese smyslová ústrojí (pohárkovité oči, čichové jamky, ouškovité výběžky).
Dýchají celým povrchem těla. Jejich řasinkový epitel, podkožní vak jim zajišťuje pohyb.
Odpadní látky vylučují z těla pomocí plaménkových buněk (protonefridií), které jsou umístěny po stranách těla ploštěnky.

## Rozmnožování
Ploštěnky se mohou rozmnožovat buď pohlavně, nebo nepohlavně. Nepohlavně se rozmnožují příčným dělením, při pohlavním rozmnožování vytvářejí kokony s vajíčky a přilepují je na kameny ve vodě. Sladkovodní druhy mají přímý vývoj a mořské druhy nepřímý vývoj přes Müllerovu larvu.

## Příklady zástupců
- Ploštěnka mléčná - běžná pod kameny v potocích
- Ploštěnka potoční - bioindikátor čistoty vody
- Ploštěnka skleníková

Díky snadnému šíření a možnostem rozmnožování jsou ploštěnky rychlými kolonizátory nových biotopů a nevyžadují žádný vyšší stupeň ochrany. Přesto se v Česku nachází pár druhů, které jsou ohrožené nebo zranitelné.
Ohrožené druhy (EN)
- ploštěnka horská Crenobia alpina
- ploštěnka pramenná Dendrocoelum bohemicum
- ploštěnka Mrázkova Dendrocoelum mrazekii
- ploštěnka bělostná Phagocata albissima
- ploštěnka útlá Phagocata vitta

Zranitelné druhy (VU)
- ploštěnka mnohooká Dendrocoelum album
- ploštěnka potoční Dugesia gonocephala
- ploštěnka ušatá Polycelis felina [1]